# Orimba bias
Orimba bias är en fjärilsart som beskrevs av Fabricius 1787. Orimba bias ingår i släktet Orimba och familjen Riodinidae. Inga underarter finns listade i Catalogue of Life.